# كهف أيفيني
كهف أيفيني هو كهف سياحي في تركيا، يقع جنوب شرق بحيرة أولوبات عند حدود المقاطعة بين مدينة مصطفى كمال باشا ومدينة نيلوفر في بورصة. يحتوي الكهف على مدخلين، أحدهما في قرية أيفاكوي والآخر بين قريتي دوغانالان وكازانبينار. سُميّ الكهف على اسم قرية أيفاكوي القريبة.
يُمكن دخول الكهف من أحد المدخلات وتركه من الآخر. بشكل عام، يكون الدخول إلى الكهف من خلال مدخله العلوي في دوغانالان، حيث يبدأ من ارتفاع 17 مترًا (56 قدمًا). يبلغ طول الكهف الذي 5.5 كم (3.4 ميل)، مما يجعله الأطول في جنوب منطقة مرمرة والسادس طولًا في تركيا. يتميز الكهف الذي أُنششئَ في حقبة الدهر الوسيط بتشكيلات من الحجر المقطر مثل الصواعد والهوابط والأعمدة وحجارة التنقيط الجدارية والأقمشة وحجارة التسرب وحوالي 60 حوضًا وبركًا بحجم 3-4 أمتار (9.8-13.1 قدمًا). عند المخرج، يتميز الكهف ببحيرة بطول 400 متر (1300 قدم). يختلف منسوب مياه البرك والبحيرة باختلاف التأثيرات الموسمية. اكتشف الكهف فريق مُكوّن من ثلاثة إسبان في عام 1970. وافتتح للزوار منذ عام 2008.